# カカヤンバラ
カカヤンバラ（別名　ヤエヤマノイバラ、学名　Rosa bracteata）は、バラ科バラ属の常緑低木。

## 特徴
葉は互生し奇数羽状複葉で、先端を除く小葉は3–5対。葉縁には、先が腺になる鋸歯をもつ。各小葉の先端は鈍頭あるいはやや凹む。托葉は羽状に切れ込む。テリハノイバラとは異なり、茎は匍匐せず、葉軸や葉柄、小枝に白毛や腺毛が密生する。花や果実はテリハノイバラより大きく、通常１個ずつ付く。花径5–7 cm、花弁は白色で、初夏に開花する。果実は直径3–4 cmほどで褐色の毛に覆われる。

## 分布と生育環境
宮古島、伊良部島、石垣島、黒島、西表島。国外では台湾、中国南部に分布。牧場内に自生が多く、牛が刺を嫌って食べないため個体数が多い。園芸バラの原種の一つで、江戸時代にフィリピンのカカヤン（カガヤン）から持ち込まれたのが和名の由来とされ、琉球諸島の分布は野生化であるとする意見もある。

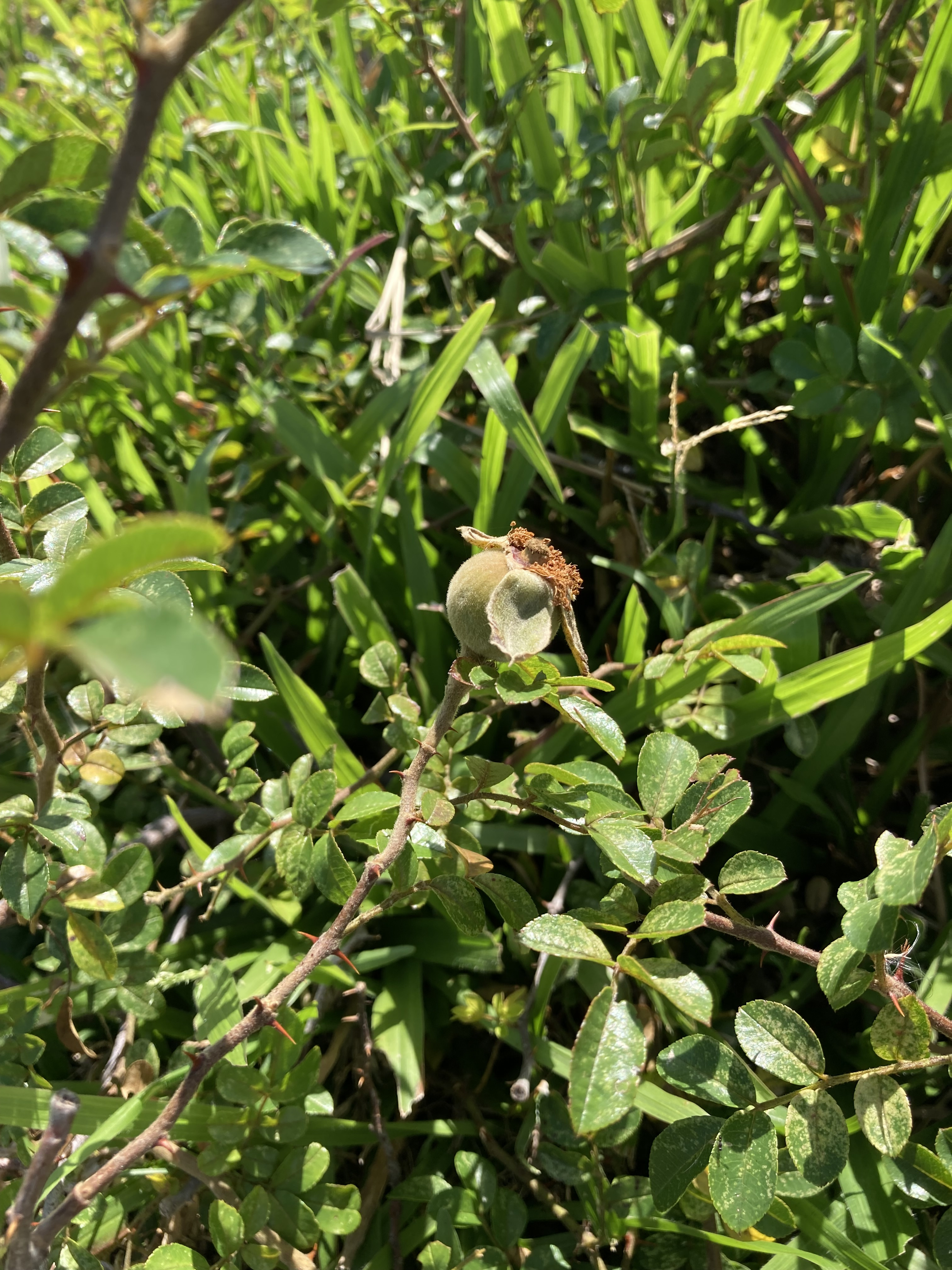
果実